# Jörg Ludewig
Jörg Ludewig (Halle (Westfalen), 9 september 1975) is een voormalig Duits wielrenner. In augustus 2006 werd Ludewig door zijn ploeg T-Mobile Team ontslagen nadat faxen waren opgedoken die de renner in verband brachten met dopinggebruik. Eind 2007 is hij met wielrennen gestopt.

## Belangrijkste overwinningen
1999
- 1e etappe Ronde van de Toekomst

2001
- 1e etappe Ronde van Beieren

2007
- 4e etappe Ronde van het Qinghaimeer

## Resultaten in voornaamste wedstrijden
| Jaar | Ronde van Italië | Ronde van Frankrijk | Ronde van Spanje |
| ---- | ---------------- | ------------------- | ---------------- |
| 2000 |                  |                     | opgave           |
| 2001 |                  |                     | 85e              |
| 2003 |                  | 38e                 |                  |
| 2004 |                  | 55e                 |                  |
| 2005 |                  | 38e                 |                  |
| 2006 | 51e              |                     |                  |
| 2007 |                  |                     |                  |

| Jaar | Milaan-San Remo | Gent-Wevelgem | Ronde van Vlaanderen | Parijs-Roubaix | Amstel Gold Race | Ronde van Lombardije |  | WK op de weg |
| ---- | --------------- | ------------- | -------------------- | -------------- | ---------------- | -------------------- |  | ------------ |
| 2000 |                 |               |                      | 72e            |                  | 43e                  |  | 83e          |
| 2001 |                 |               |                      |                |                  |                      |  |              |
| 2003 |                 |               |                      |                |                  |                      |  |              |
| 2004 |                 | 27e           | 14e                  | 46e            |                  |                      |  |              |
| 2005 | 75e             |               |                      |                |                  |                      |  |              |
| 2006 |                 |               |                      |                |                  |                      |  |              |
| 2007 |                 |               | 54e                  | 50e            | 71e              |                      |  |              |